# 多戈尼
多戈尼（法語：Dogoni），是馬里的城鎮，位於該國中部，由錫卡索區的錫卡索省負責管轄，處於錫卡索西北面100公里，面積361平方公里，2009年人口15,186，人口密度每平方公里42人。